# Ciklopropenon
A ciklopropenon szerves vegyület, benne a ciklopropén szénvázhoz egy keton funkciós csoport kapcsolódik. Képlete C3H2O. Színtelen, illékony folyadék, forráspontja alig magasabb a szobahőmérsékletnél. Tiszta (stabilizátort nem tartalmazó) formája állás közben szobahőmérsékleten polimerizálódik. Kémiai tulajdonságait a karbonilcsoport erős polarizáló hatása dominálja, amely a gyűrűben parciális pozitív töltést, és ezzel aromás stabilizációt kelt, míg az oxigénatomon parciális negatív töltést eredményez. Aromás vegyület.

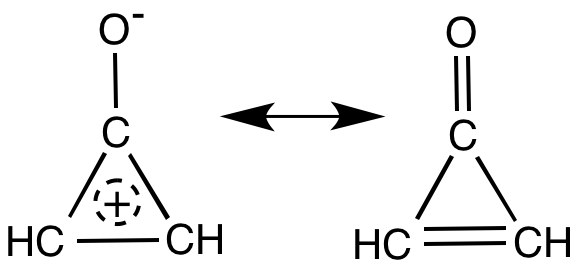
A ciklopropenon fő mezomer határszerkezetei

## Fordítás
Ez a szócikk részben vagy egészben  a   Cyclopropenone című angol Wikipédia-szócikk ezen változatának fordításán alapul.  Az eredeti cikk szerkesztőit annak laptörténete sorolja fel. Ez a jelzés csupán a megfogalmazás eredetét és a szerzői jogokat jelzi, nem szolgál a cikkben szereplő információk forrásmegjelöléseként.